# Carl Wilhelm von Zehender
Carl Wilhelm von Zehender (ur. 21 maja 1819 w Bremie, zm. 19 grudnia 1916 w Warnemünde) – niemiecki okulista.

## Życiorys
Jego ojcem był Ferdinand Rudolf von Zehender (1768-1831), a matką Ulrike Friedrike von Zehender, z domu von Lowtzow (około 1779-1859). Maturę zdał w Eutin (1840). Medycynę studiował w Getyndze, Jenie, Pradze, Paryżu i Wiedniu (dyplom doktorski uzyskał w 1845 w Getyndze). Od 1856 był lekarzem specjalistą Wielkiego Księcia Jerzego Meklemburskiego. We wrześniu 1857 był członkiem małego zgromadzenia najważniejszych okulistów niemieckich (m.in. Albrechta von Graefe, Ferdinanda von Arlt i Franciscus Cornelis Dondersa) w Heidelbergu. Pracował jako okulista w Neustrelitz, Bernie i Rostocku. Na Uniwersytecie w Rostocku był początkowo profesorem honorowym (1866), a od 1869 profesorem regularnym w klinice okulistycznej. Gdy wysiłki na rzecz budowy własnej kliniki w Rostocku nie powiodły się, zrezygnował z profesury w 1889 roku i przeniósł się do Monachium.
Wraz z żoną w 1907 roku przeniósł się z Eutin do Warnemünde. Zmarł w wieku 98 lat.
Był założycielem i pierwszym redaktorem naczelnym (1863-1899) czasopisma okulistycznego „Klinische Monatsblätter für Augenheilkunde”. Jest uważany za pioniera okulistycznej mikrochirurgii.

## Publikacje (wybór)
Wśród prac, które opublikował, znajdują się m.in. następujące:
- Anleitung zum Studium der Dioptrik des menschlichen Auges: ein Beitrag zur Physiologie und Pathologie des Gesichtssinnes, Erlangen 1856.
- Bericht über die Erkrankungen, Todesfälle und Geburten, welche im Jahre 1860 im Grossherzogthum Mecklenburg-Strelitz zur ärztlichen Kenntniss gekommen sind, Erlangen 1861.
- Eine Missgeburt mit hautüberwachsenen Augen, Rostock 1872.
- Handbuch der gesammten Augenheilkunde oder vollständige Abhandlung der Augenkrankheiten und ihrer medicinischen und operativen Behandlung: für Aerzte und Studirende, Stuttgart 1874.
- Die Hetzerei gegen Mecklenburg aus Anlaß der beabsichtigten Erbauung einer katholischen Kirche in Rostock, Stuttgart 1883.